# Chathamduif
De chathamduif (Hemiphaga chathamensis) is een vogel uit de familie Columbidae (duiven). De wetenschappelijke naam van de soort werd als Carpophaga chathamensis in 1891 gepubliceerd door Lionel Walter Rothschild. Het is een kwetsbare, endemische vogelsoort van de Chathameilanden, een tot Nieuw-Zeeland behorende eilandgroep die zich rond 800 km ten oosten van het Zuidereiland bevindt.

## Kenmerken
De vogel is 51 cm lang. Het is een wat plomp uitziende, donkergrijs en wit gekleurde duif. De kop, keel en borst zijn donkergrijs en daaronder, met een scherpe afscheiding, is de buik wit. De bovendelen zijn ook donkergrijs met een groengrijze waas. De snavel en de poten zijn roodachtig. Deze duif lijkt sterk op de Nieuw-Zeelandse vruchtenduif (H. novaeseelandiae), maar die is meer glanzend groenblauw van kleur. De chathamduif werd soms wel opgevat als ondersoort.

## Verspreiding en leefgebied
Deze soort is endemisch op de Chathameilanden en vroeger ook op Mangere Island, Little Mangere en Pitt Island. Op South East Island is nu een gereïntroduceerde populatie. Het zwaartepunt van de populatie in 2014 ligt in het zuiden van het hoofdeiland van de Chathameilanden. Het leefgebied bestaat uit oorspronkelijk bos, gebied met struikgewas en varens en weilanden die door houtsingels worden omzoomd.

## Status
De chathamduif heeft een beperkt verspreidingsgebied en daardoor is de kans op uitsterven aanwezig. De grootte van de populatie werd in 2022 door BirdLife International geschat op 250 tot 1000 individuen en de populatie-aantallen nemen dankzij natuurbeschermingsmaatregelen toe. In het verleden nam de populatie af door  ontbossing, waarbij oorspronkelijk bos werd omgezet in gebied voor beweiding en door predatie door ingevoerde roofdieren zoals katten. Er zijn nu natuurreservaten ingesteld. Deze duif is sterk afhankelijk van actief natuurbeheer en om deze redenen staat deze soort als kwetsbaar op de Rode Lijst van de IUCN.